# Chorizanthe fimbriata
Chorizanthe fimbriata Nutt. – gatunek rośliny z rodziny rdestowatych (Polygonaceae Juss.). Występuje naturalnie w północno-zachodnim Meksyku (w stanie Kalifornia Dolna) oraz południowo-zachodnich Stanach Zjednoczonych (w Kalifornii). 

## Morfologia
PokrójRoślina jednoroczna dorastająca do 10–25 cm wysokości. Pędy są gruczołowato owłosione.
LiścieBlaszka liściowa liści odziomkowych ma odwrotnie jajowaty, eliptyczny lub łyżeczkowaty kształt. Mierzy 10–30 mm długości oraz 2–10 mm szerokości. Ogonek liściowy jest owłosiony i osiąga 5–30 mm długości.
KwiatyZebrane w wierzchotki jednoramienne, rozwijają się na szczytach pędów. Okwiat ma obły kształt i barwę od białej do różowej, mierzy do 6–9 mm długości.
OwoceNiełupki o soczewkowatym kształcie, osiągają 3–4 mm długości.

## Biologia i ekologia
Rośnie w lasach sosnowych, chaparralu, zaroślach oraz na łąkach. Występuje na wysokości do 1700 m n.p.m. Kwitnie od maja do lipca. 

## Zmienność
W obrębie tego gatunku wyróżniono jedną odmianę:
- Chorizanthe fimbriata var. laciniata (Torr.) Jeps.